# Совєтская (озеро)
Совєтская (англ. Sovetskaya lake)- підльодовикове озеро в Антарктиді. Відкрито в січні 2006 року Робін Беллом (англ. Robin Bell) і Майклом Стадінджером (англ. Michael Studinger), геофізиками з Земної обсерваторії Ламон-Доерті Колумбійського університету, і назване на честь нині законсервованої радянської наукової станції  Совєтская, так як воно знаходиться приблизно за 2,5 кілометрах під нею. Орієнтовна площа - 1600 км², орієнтовний вік - 35 млн років, передбачувана глибина - близько 900 м, температура води постійна і становить -2°C.
Виявлення озера передували глибокі наукові пошуки: були використані зйомки з супутників, вимірювання гравітації, лазерні альтиметри і навіть інформація, зібрана радянськими мешканцями станції в 1958-59 роках.
НЕ виключається можливість існування життя в озері, причому, оскільки озеро було ізольованим від зовнішнього середовища багато мільйонів років, можливе виявлення в ньому «Доісторичних» екосистем, підтвердження альтернативної еволюції. Питання про буріння над озером обговорюється в міжнародному масштабі .